# Knockout

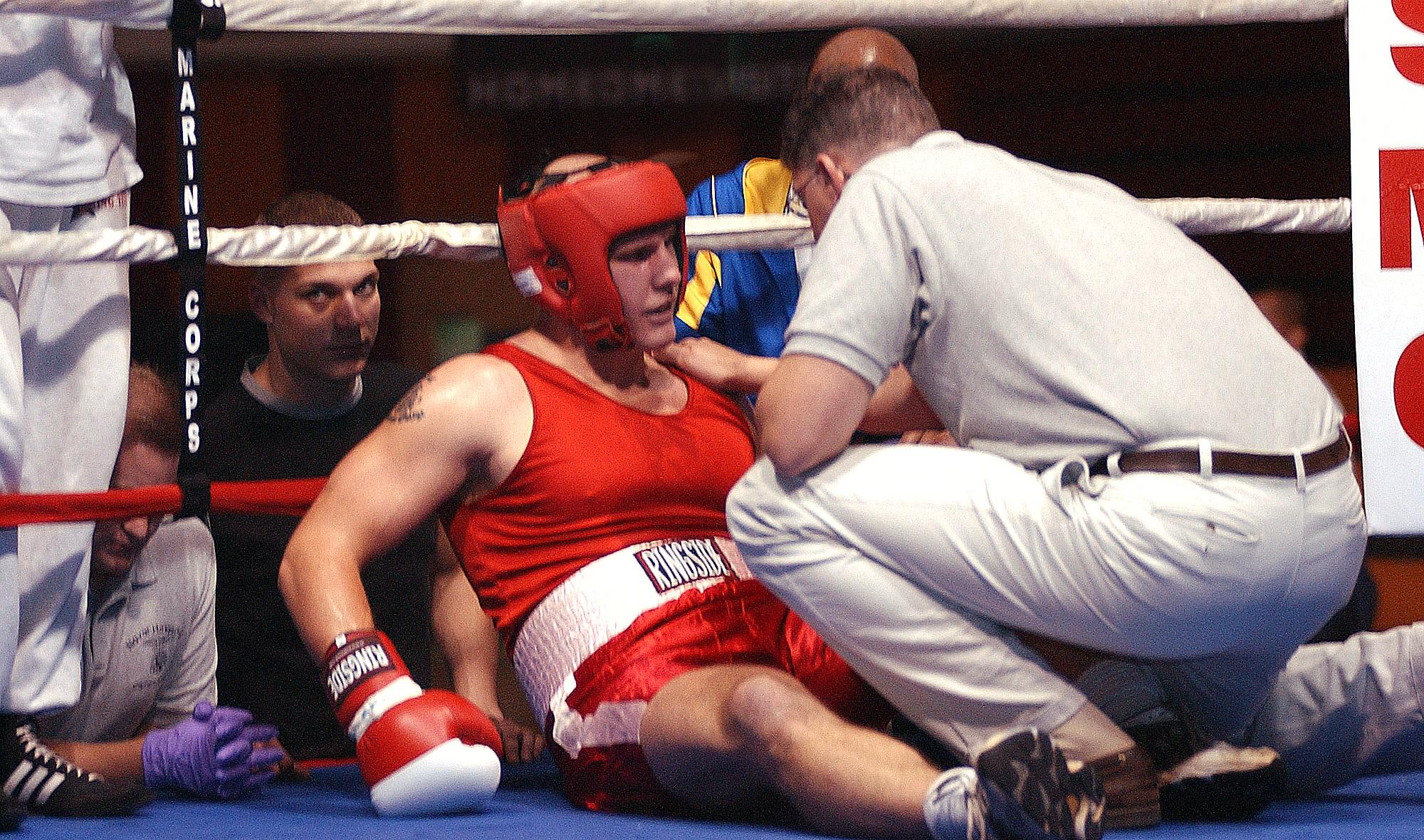
En boxare har blivit knockad och domaren räknar till 10.

Knockout (KO eller K.O.) är en vinstgivande nedslagning i boxning och andra kampsporter. Ofta ges en räkning till tio, där motståndaren vinner på knockout om den som blivit nedslagen inte kan fortsätta efter räkningen.
En knockout kan orsakas av ett slag mot kroppen likaväl som mot huvudet men i dagligt tal menar man ofta ett slag som är riktat mot huvudet och får den slagne att tillfälligt tappa medvetandet. Ett sådant slag träffar oftast i ansiktet under en tänkt linje mellan öron och näsa, ett område som ibland kallas "the button" eller "the temple". Man kan dessutom vinna på knockout genom att slå hårt mot tinningen och örat. Effekten av ett sådant slag är mer sällan att motståndaren tappar medvetandet utan att slaget rubbar balanssinnet. Knockoutslag mot kroppen träffar oftast på levern, vilket sägs vara den mest smärtsamma knocken. I karate kan man se knock out även mot benen, då till följd av flera hårda sparkar mot låren.
Begreppet teknisk knockout (TKO) innebär att domaren avbryter matchen.

## Risker
Efter en förlust genom knockout mot huvudet är det rekommenderat, och inom vissa idrotter krav på, att man genomgår en medicinsk undersökning av hjärnan. Hjärnskakningar kan orsaka blodansamlingar i hjärnan, vilket gör fortsatt kampsportskarriär livsfarlig.